# Paul Van Miert
Paul Van Miert (Turnhout, 3 mei 1965) is een Belgisch bestuurder en Vlaams-nationalistisch politicus voor N-VA.

## Levensloop
Van Miert groeide op in Turnhout, waar zijn vader werkzaam was in een apotheek. Hij doorliep zijn middelbaar aan het Sint-Pietersinstituut te Turnhout en studeerde vervolgens marketing aan het Hoger Instituut der Kempen (HIK) te Geel, alwaar hij in 1986 zijn bachelor behaalde. Van 1992 tot 1998 werkte hij als account manager bij bandenproducent International Tyre Company, van 1998 tot 2001 was hij sales manager voor de Benelux bij bouwmaterialenproducent Saint-Gobain en van 2001 tot 2014 was hij werkzaam voor de Turnhoutse Miko-groep als 'Prokorist-Vertriebsleiter' (verkoopmanager) in de Duitse dochteronderneming van het bedrijf.
Vanaf 1980 was hij lid van de Vlaamse Vereniging van Studenten en van daaruit verzeilde hij in de Volksunie. Hij verliet de partij in de periode dat die geleid werd door Bert Anciaux uit onvrede met de links-liberale richting die de partij uitging en was daarna een tijdlang politiek dakloos. In 2004 richtte hij vervolgens in Oud-Turnhout een afdeling van N-VA op en in 2006 werd hij lid van het arrondissementeel bestuur alsook van de nationale partijraad van N-VA.
Van Miert kwam een eerste maal op bij de gemeenteraadsverkiezingen van 2006 te Oud-Turnhout. Hij werd er verkozen als gemeenteraadslid op de kartellijst van CD&V en N-VA. Burgemeester Jef Kersemans (CD&V) sloot een bestuursakkoord met de sp.a en Van Miert werd aangesteld tot schepen van financiën, onderwijs, lokale economie, feestelijkheden, ontwikkelingssamenwerking, informatie en communicatie. Bij de lokale stembusgang van oktober 2012 werd hij herkozen als gemeenteraadslid. Zijn partij werd met negen zetels de grootste fractie in de gemeenteraad, maar belandde evenwel in de oppositie, nadat CD&V een coalitie sloot met sp.a en Groen. In oktober 2016 verliet Paul Van Miert de Oud-Turnhoutse gemeenteraad wegens zijn verhuis naar Turnhout.
Bij de gemeenteraadsverkiezingen van oktober 2018 voerde Van Miert de N-VA-lijst in Turnhout aan. Zijn partij werd de grootste en vormde een bestuursmeerderheid met sp.a, CD&V en Groen een bestuursmeerderheid. Van Miert werd voorgedragen als nieuwe burgemeester. Hij volgde in deze hoedanigheid Eric Vos op. In oktober 2024 was Van Miert kandidaat om zichzelf op te volgen als burgemeester en voerde hij een kartellijst van N-VA en CD&V aan. Die strandde echter op de derde plaats, na Vooruit en Vlaams Belang. Het kartel van N-VA en CD&V vormde vervolgens een coalitie met Vooruit, die met Hannes Anaf vanaf december 2024 de burgemeester ging leveren. Van Miert werd onder zijn opvolger schepen van Financiën, Patrimonium, Facility Management en Internationale Betrekkingen. 
Bij de Vlaamse verkiezingen van mei 2014 stond hij op de vijfde plaats van de kieslijst voor kieskring Antwerpen. Hij behaalde 10.413 voorkeurstemmen en werd verkozen in het Vlaams Parlement. Bij de Vlaamse verkiezingen van mei 2019 werd hij vanop de zesde plaats van de Antwerpse N-VA-lijst herkozen met 11.434 voorkeurstemmen en in juni 2024 werd hij vanop de derde plaats van de lijst opnieuw verkozen met 11.968 voorkeurstemmen.
In zijn eerste legislatuur als Vlaams Parlementslid werd Paul Van Miert van 2014 tot 2016 vast lid en van 2016 tot 2019 voorzitter van de commissie voor Algemeen Beleid, Financiën en Begroting, vast lid van de commissie voor Mobiliteit en Openbare Werken (2014-2019) en van 2014 tot 2016 plaatsvervanger in de commissie Economie, Werk, Sociale Economie, Innovatie en Wetenschapsbeleid. Hij legde zich met name toe op de beleidsdomeinen Financiën, Economie en Mobiliteit. Van 2014 tot 2019 zetelde hij tevens als plaatsvervangend lid van de 'Raadgevende Interparlementaire Beneluxraad'. In zijn tweede zittingsperiode was hij vast lid van de commissie Binnenlands Bestuur, Gelijke Kansen en Inburgering (2019-2024) en plaatsvervanger in de commissies Algemeen Beleid, Financiën, Begroting en Justitie (2019-2024) en Mobiliteit en Openbare Werken (2020-2024). In zijn derde legislatuur in het Vlaams Parlement is Van Miert sinds 2024 voorzitter van de commissie Mobiliteit en Openbare Werken en vast lid van de commissie Binnenlands Bestuur en Inburgering. 
Van Miert is gehuwd en heeft drie kinderen. Hij is de neef van voormalig socialistisch politicus Karel Van Miert. Ook zijn andere oom Leo Van Miert werd politiek actief als socialistisch schepen in Oud-Turnhout.